# 天主教聖貝爾納多教區
天主教聖貝爾納多教區（拉丁語：Dioecesis Sancti Bernardi）是智利一個羅馬天主教教區，屬聖地牙哥總教區。
教區成立於1987年7月13日，包括馬伊波省，以及聖地亞哥省和科迪勒拉省的一部份。2004年有教友576,000人（佔轄區總人口72.0%）、卅八個堂區、五十九名司鐸。現任教區主教為若望·岡薩雷斯·埃拉蘇里斯。